# Nosphisthis perkinsi
Nosphisthis perkinsi är en skalbaggsart som beskrevs av Blackburn 1907. Nosphisthis perkinsi ingår i släktet Nosphisthis och familjen Melolonthidae. Inga underarter finns listade i Catalogue of Life.